# Aureliano (nome)
Aureliano  è un nome proprio di persona italiano maschile.

## Varianti
- Femminili: Aureliana

### Varianti in altre lingue
- Bulgaro: Аврелиан (Avrelian)
- Catalano: Aurelià
- Croato: Aurelijan
- Esperanto: Aŭreliano
- Francese: Aurélien[2]
- Greco moderno: Αυρηλιανός (Aurīlianos)
- Inglese: Aurelian[3]
- Latino: Aurelianus[1][2]
  - Femminili: Aureliana[2]
- Lettone: Aureliāns
- Lituano: Aurelianas
- Polacco: Aurelian
- Portoghese: Aureliano
- Russo: Аврелиан (Avrelian)
- Sloveno: Avrelijan
- Spagnolo: Aureliano[2]
- Ucraino: Авреліан (Avrelian)

## Origine e diffusione
Deriva dal cognomen romano Aurelianus, un derivato del praenomen Aurelius; si tratta quindi di un patronimico, col significato di "discendente di Aurelio", "appartenente ad Aurelio".

## Onomastico
L'onomastico si può festeggiare in memoria di più santi, alle date seguenti:
- 12 marzo, san Paolo Aureliano, vescovo di Saint-Pol-de-Léon[3][4]
- 22 maggio, sant'Aureliano, martire presso Pavia[4]
- 16 giugno, sant'Aureliano, vescovo di Arles[3][4]

## Persone
- Aureliano, imperatore romano
- Aureliano, santo romano

Aureliano Faifofer

- Aureliano de Beruete, pittore spagnolo
- Aureliano di Arles, arcivescovo e santo francese
- Aureliano Bolognesi, pugile italiano
- Aureliano Brandolini, agronomo italiano
- Antônio Aureliano Chaves de Mendonça, politico brasiliano
- Aureliano Faifofer, matematico italiano
- Aureliano Pertile, tenore italiano
- Aureliano Torres, calciatore paraguaiano

### Variante Aurélien

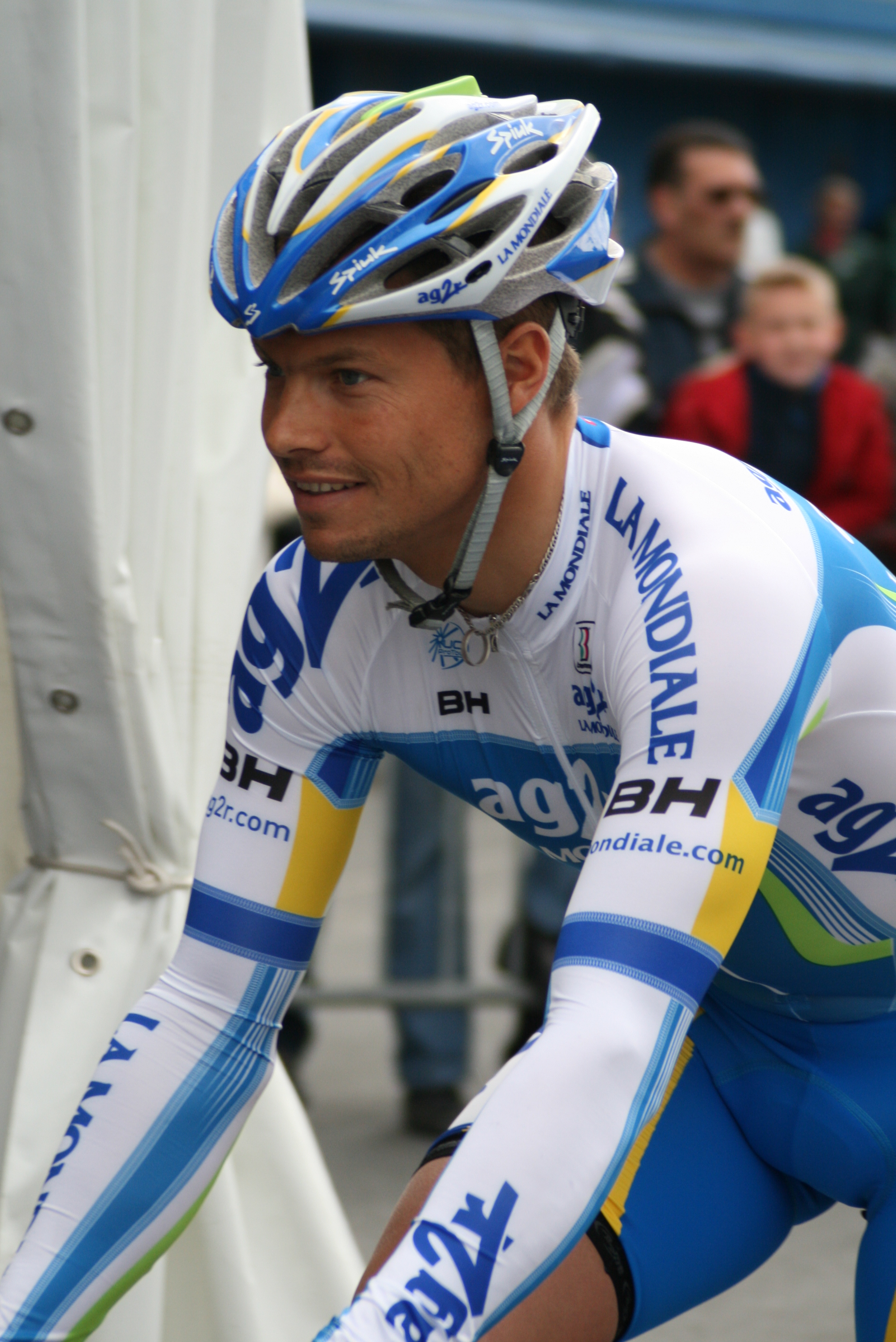
Aurélien Clerc

- Aurélien Capoue, calciatore francese
- Aurélien Chedjou, calciatore camerunese
- Aurélien Clerc, ciclista su strada svizzero
- Aurélien Collin, calciatore francese
- Aurélien Gaya, attore francese
- Aurélien Lugné-Poë, attore teatrale, regista teatrale e impresario francese
- Aurélien Montaroup, calciatore francese
- Aurélien Recoing, attore francese
- Aurélien Rougerie, rugbista a 15 francese
- Aurélien Tchouaméni, calciatore francese

### Varianti femminili
- Aureliana Alberici, pedagogista, docente e politica italiana

## Il nome nelle arti
- Aureliano è un nome ricorrente nel romanzo di Gabriel García Márquez Cent'anni di solitudine, portato da svariati personaggi, primo fra tutto Aureliano Buendía.